# Comiskey Park
Der Comiskey Park war ein Baseballstadion im Stadtviertel Armour Square im Süden der US-amerikanischen Metropole Chicago im Bundesstaat Illinois. Es war, nach dem South Side Park, von 1910 bis 1990 die zweite Heimspielstätte des Baseballfranchise der Chicago White Sox (AL) der Major League Baseball (MLB). 1991 wurde direkt südlich des Comiskey Park eine neue Spielstätte eröffnet. Das Gelände des alten Stadions dient heute als Parkplatzfläche. Seit 2016 trägt die neue Heimat der White Sox den Sponsorennamen Guaranteed Rate Field.

## Geschichte

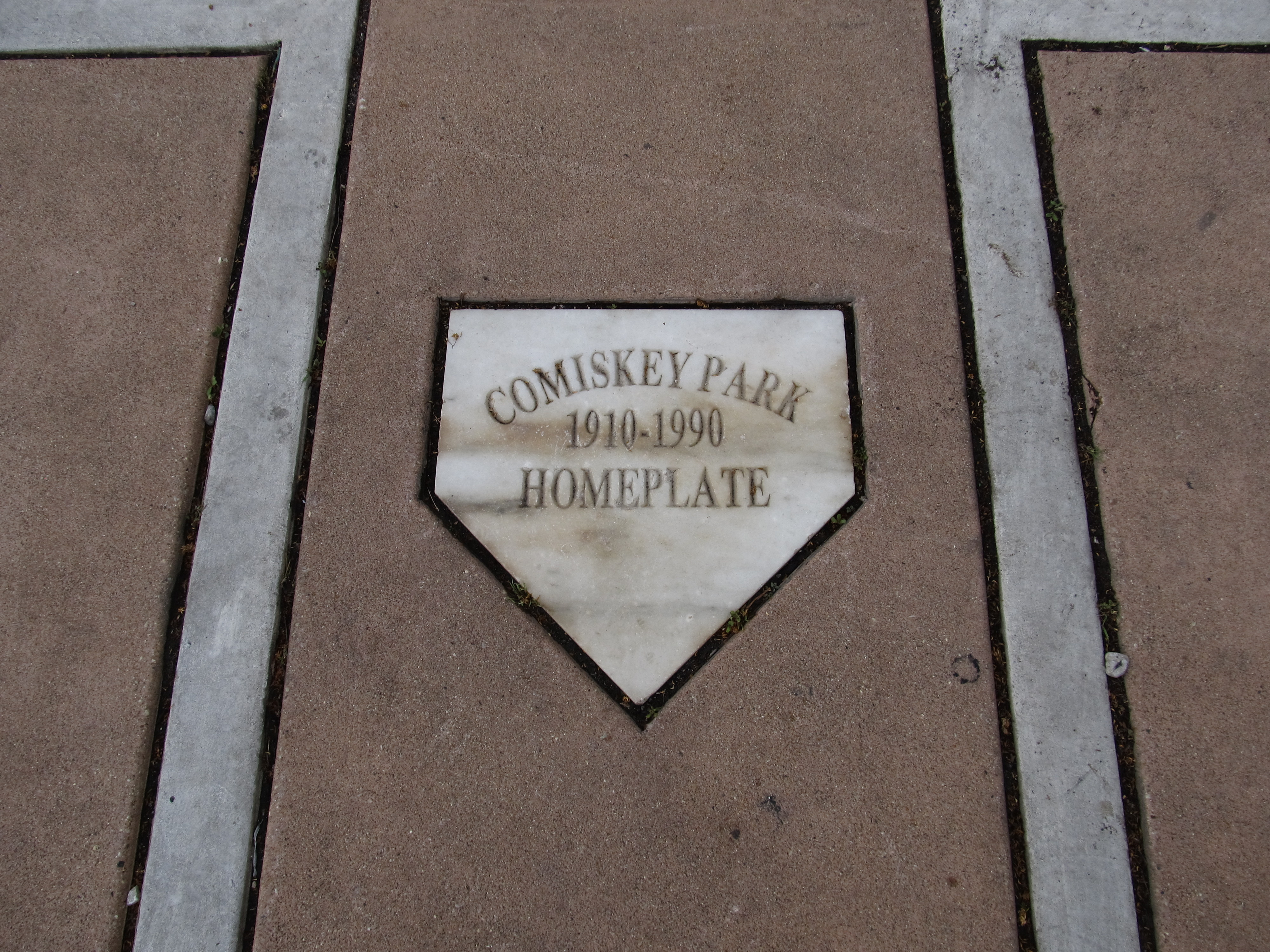
Markierung am Standort der Home Plate des Comiskey Park (2013)

Den Ballpark ließ Charles Comiskey (1859–1931), der damalige Besitzer der White Sox, 1910 erbauen. Es war vier Mal Austragungsort der World Series und über 6000 Mal Austragungsort von Spielen der MLB. Der Comiskey Park wurde auf einer alten Deponie erbaut, die Charles Comiskey 1909 gekauft hatte, um den alten South Side Park zu ersetzen. Das Stadion, welches anfangs noch White Sox Stadium hieß, war für damalige Verhältnisse sehr modern. Es war das vierte Stadion in der MLB, welches aus Stahlbeton erbaut wurde, und hatte ein Fassungsvermögen von 28.000 Zuschauern, was zu dieser Zeit den Rekord innerhalb der Liga bedeutete. Daher wurde der Park schon nach kurzer Zeit als The Baseball Palace of the World bezeichnet.
Das erste Spiel im neuen Stadion verloren die White Sox 0:2 gegen die St. Louis Browns. 1917 fand erstmals die World Series im Comiskey Park statt. Die White Sox konnten vor heimischem Publikum drei Spiele gewinnen und schlugen die New York Giants insgesamt mit 4:2. Auch im nächsten Jahr fand die World Series im Comiskey Park statt, doch diesmal waren die Chicago Cubs die Hausherren, da das Wrigley Field nicht genug Platz bot. Die Cubs verloren die World Series mit 2:4 gegen die Boston Red Sox und konnten nur ein Spiel in Chicago gewinnen. 1919 folgte die berühmte World Series (Black Sox Skandal), die die White Sox mit Absicht gegen die Cincinnati Reds verloren, da sich einige Spieler hatten bestechen lassen.
1933 blickte die Baseballwelt erneut nach Chicago, wo im Comiskey Park das erste MLB All-Star Game stattfand. Dieses gewann die American League mit 4:2 gegen die National League.
Vierzig Jahre nach dem Black Sox Skandal fand 1959 die letzte World Series im Comiskey Park statt, in der die White Sox mit 2:4 gegen die Los Angeles Dodgers unterlagen. Dabei konnten sie nur eins von drei Spielen in Chicago gewinnen. Im Juli 1979 fand im Rahmen eines Spiels gegen die Detroit Tigers die Disco Demolition Night statt, in deren Rahmen das Stadion gestürmt und das Spielfeld verwüstet wurde. 1983 fand das All-Star Game zum fünfzigsten Jubiläum erneut im Comiskey Park statt und konnte auch diesmal von der American League gewonnen werden.
In den 1980er Jahren hatte der Besitzer der White Sox, Jerry Reinsdorf, nach mehreren Forderungen und Drohungen das Franchise nach Saint Petersburg zu verlegen, 200 Mio. US-Dollar erhalten, um ein neues Stadion bauen zu können. Das Comiskey Park II (mittlerweile Guaranteed Rate Field) sollte also den Comiskey Park als Heimstätte der White Sox ersetzen. Daher wurde das Stadion nach einem Spiel gegen die Detroit Tigers von Fans gestürmt und auseinandergenommen. Im Januar 1991 wurde das Stadion abgerissen.

## Nutzung außerhalb des Baseballs
Anfangs wurde das Stadion auch viel für die Austragung von American-Football-Spielen genutzt. Zunächst trugen die Chicago Bulls 1926 auf der Anlage ihre einzige Saison der American Football League aus. Später bezog dann mit den Chicago Cardinals der erste und einzige Team der NFL das Stadion. Nach zwischenzeitlichem Umzug in den Normal Park kehrte das Franchise 1929 in den Comiskey Park zurück. Der Schwergewichtsboxkampf um die NBA/NYSAC-Weltmeisterschaft zwischen Joe Louis und Jim Braddock fand am 22. Juni 1937 im Comiskey Park statt. 1944 folgte eine kurze Fusion mit den Pittsburgh Steelers zu Card-Pitt. Diese Mannschaft blieb im Stadion der Cardinals und löste sich nach einem Jahr auf. Drei Jahre später fand dann mit dem NFL Championship Game das wichtigste jemals im Comiskey Park bestrittene Football-Spiel statt. Zwölf Jahre nach diesem großen Erfolg verließen die Cardinals Chicago und somit auch den Comiskey Park in Richtung St. Louis.
In den 1980er Jahren sowie 1968 wurde der Comiskey Park sogar als Fußballstadion genutzt. Die Chicago Mustangs, ein Team aus der United Soccer Association, trugen damals, weil sie dem White Sox Besitzer Arthur Allyn, Jr. gehörten, ihre Heimspiele dort aus. Nach einer Saison fusionierte die Liga mit der NPSL zur NASL und dort konnten die Mustangs nicht mehr konkurrieren und wurden zu einem semi-professionellen Team. Daher spielten sie fortan auch nicht mehr im Comiskey Park. Der Fußball kehrte 1980 zurück in den Park. Die Chicago Sting spielten fünf Jahre im Comiskey Park und konnten in der Zeit zwei Meisterschaften gewinnen. 1985 zog das Franchise um und nannte ab sofort das Wrigley Field seine Heimat.